# Plymouth (Montserrat)
Plymouth – oficjalna stolica Montserratu. W 1997 całkowicie zniszczona w wyniku erupcji wulkanu Soufrière Hills. Obecnie ruiny miasta znajdują się w strefie niedostępnej dla mieszkańców, a faktyczną stolicą terytorium jest Brades.

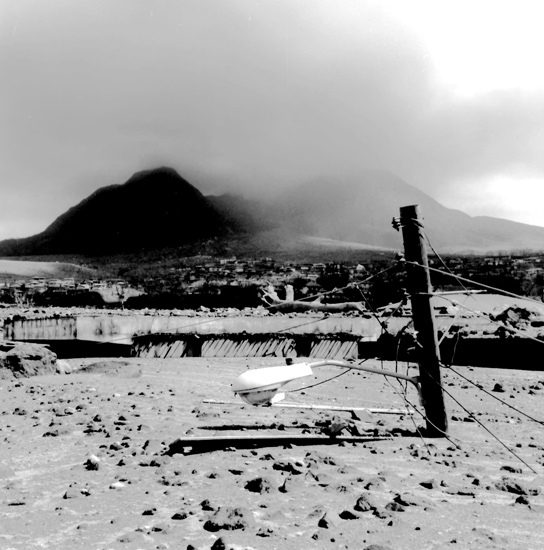
Latarnia uliczna niemalże w całości pokryta lawą i popiołem wulkanicznym (1999)